# Juha Moksunen
Juha Moksunen (ur. 7 sierpnia 1966 w Ruovesi) – fiński żużlowiec.

## Życiorys
W latach 80. należał do ścisłej czołówki fińskich żużlowców, dwukrotnie (1986, 1989) zdobywając złote medale indywidualnych mistrzostw Finlandii. Oprócz tego, zdobył trzy srebrne (1983, 1985, 1991) oraz brązowy (1984) medal. W 1985 r. wystąpił w Abensbergu w finale indywidualnych mistrzostw świata juniorów, zajmując VI miejsce. W latach 1991–1992 reprezentował barwy Wybrzeża Gdańsk w lidze polskiej.

## Osiągnięcia
Indywidualne mistrzostwa świata
- 1986 - 15. miejsce w Finale Skandynawskim → wyniki
- 1991 - 15. miejsce w Finale Skandynawskim → wyniki
- 1992 - 16. miejsce w Finale Skandynawskim → wyniki

Indywidualne mistrzostwa świata juniorów
- 1985 -  Abensberg - 6. miejsce - 9 pkt → wyniki